# شوشانیک مقدس
شوشانیک مقدس (ارمنی: Շուշանիկ؛ ۴۴۰ – ۴۷۵) یک قدیس مسیحی اهل ارمنستان بود. وی دختر وارتان مامیکونیان، رهبر نظامی مسیحیان در ارمنستان - بوده و پس از تحمل شکنجه و زندان، به دست همسرش وارسکن - زرتشتی شده - به عنوان یک شهید مسیحی کشته می‌شود. شوشانیک واردنی در تاریخ ارمنیان یک زن مقدس محسوب شده و زن ایدئولوژیک عصر میانه نیز لقب گرفته‌است.

## زندگی‌نامه
شوشانیک واردنی ده سال بعد از نبرد آوارایر با وازگن پسر پادشاه «آشوشا گرجی» ازدواج کرد که جانشین پدرش شده بود. به دلیل ملاحظات سیاسی، وازگن مسیحیت را انکار به آئین زرتشتی می گرائید و با یک شاهدخت ایرانی ازدواج نمود. بعد از آن، شوشانیک که تحصیلات مسیحی داشت، شوهر خویش را ترک کرده و حتی اجازه نمی‌دهد که فرزندانشان را ببیند. شوشانیک خود را در یک سلول تاریک و مرطوب در کنار کلیسای یورتا زندانی می‌کند. وازگن هر کاری می‌کند، تا شوشانیک از مسیحیت دست کشیده اما او زیر بار نمی‌رود از این رو او را به مدت شش سال شکنجه می‌کند تا این که او در آغاز سال هفتم کشته می‌شود. 